# Isabeli Fontana
Isabeli Bergossi Fontana (Curitiba, 4 luglio 1983) è una supermodella brasiliana.

## Biografia
Nata a Curitiba da genitori di origine italiana, Maribel Bergossi e Antonio Carlo Fontana, nel 1996, tredicenne, ha partecipato alle finali del concorso Elite Model Look. Si è trasferita a Milano nel 1997 per intraprendere la carriera di modella. Nel 1999, a sedici anni, è stata inserita nel catalogo di lingerie di Victoria's Secret. Questa apparizione ha scatenato una forte controversia riguardo l'opportunità o meno di utilizzare per i cataloghi modelle con meno di 21 anni; in ogni caso questa pubblicità si è rivelata positiva per Isabeli, che è stata poi scelta per sfilare al Victoria's Secret Fashion Show nel 2003, 2005, 2007, 2008, 2009, 2010, 2012 e 2014.
Dopo gli scatti per Victoria's Secret ha sfilato per Versace, Ralph Lauren e Valentino. Ha posato quindi per Sports Illustrated, Marie Claire, ILLA e Vogue. È stata protagonista della campagna pubblicitaria di Dolce & Gabbana per la collezione primavera - estate 2011, ispirata alla tradizione femminile siciliana, con le colleghe Alessandra Ambrosio, Izabel Goulart e Maryna Linčuk. Ha partecipato più volte al Calendario Pirelli negli anni 2003, 2005, 2009, 2011, 2012, 2013, 2014 e 2015. Nel 2011 è stata giudice a Miss Universo.

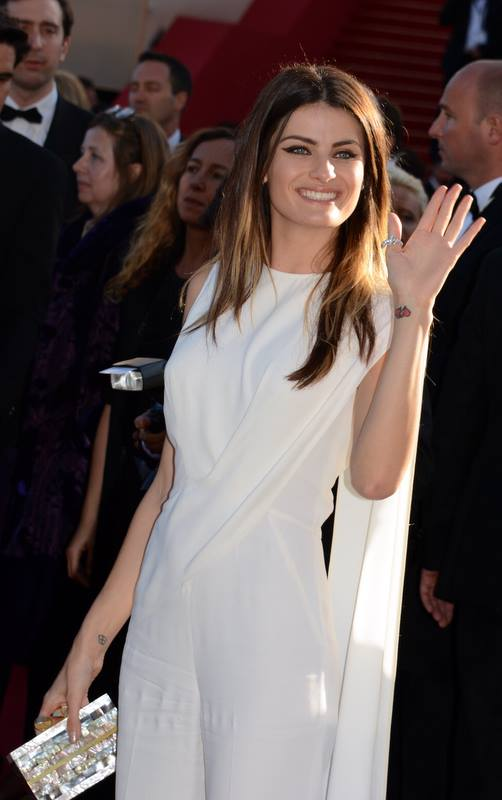
Isabeli Fontana al Festival di Cannes, nel 2013

Nel 2013 ha posato nuda per la campagna dei gioielli Stroili ed è stata poi testimonial di Louis Vuitton per la collezione autunno/inverno 2013/2014; inoltre è stata scelta da L'Oreal come testimonial per il Brasile e l'America Latina. L'anno successivo è stata testimonial di Redemption Choppers primavera/estate.
Nel 2015 è stata scelta come testimonial per il nuovo profumo di Moschino, Moschino toy, dove è stata fotografata dallo statunitense Steven Meisel. Inoltre è apparsa nella campagna autunno/inverno di Calvin Klein Underwear. Nel 2016 è stata protagonista della campagna pubblicitaria di Karl Lagerfeld per Riachuelo autunno inverno 2016/2017.

## Vita privata
È stata sposata con il modello Álvaro Jacomossi, dal quale ha avuto un figlio nel 2003, e ha divorziato nel 2004. Il 10 dicembre 2005 ha sposato l'attore e modello Henri Castelli; da lui ha avuto il secondo figlio nel 2006; anche questo matrimonio è finito con un divorzio, nel 2007. Il 10 agosto 2016 si è sposata per la terza volta con il cantante brasiliano Diego José Ferrero.
Sostiene la fondazione Abrinq, che si batte per la tutela e il benessere di bambini e adolescenti.

## Agenzie
- Women Management - New York
- Elite Model Management-Milano
- Storm Model Agency
- Mega Models - Miami, San Paolo, Germania
- 2pm Model Management - Danimarca
- Vision Model Management
- Silent Models
- MY Model Management